# قرن ملاح (الطويلة)

تعديل مصدري - تعديل

قرن ملاح هي إحدى قرى عزلة بني سري بمديرية الطويلة التابعة لمحافظة المحويت، بلغ تعداد سكانها 81 نسمة حسب تعداد اليمن لعام 2004.